# Iridana obscura
Iridana obscura är en fjärilsart som beskrevs av Henry Stempffer 1964. Iridana obscura ingår i släktet Iridana och familjen juvelvingar. Inga underarter finns listade i Catalogue of Life.